# Conophytum pellucidum
Conophytum pellucidum es una especie de planta suculenta perteneciente a la familia de las aizoáceas.  Es originaria de Sudáfrica.

## Descripción
Es una pequeña planta suculenta perennifolia de pequeño tamaño que alcanza los 4 cm de altura a una altitud de 350 - 1050  metros en Sudáfrica.
Está formada por pequeños cuerpos carnosos que forman grupos compactos de hojas casi esféricas, soldadas hasta el punto de que sólo una muy pequeña diferencia separan a las dos hojas. En la naturaleza, los grupos de hojas se esconden entre las rocas y en las grietas, que retienen depósitos apreciable de arcilla y arena.

## Taxonomía
Conophytum pellucidum fue descrita por  Martin Heinrich Gustav Schwantes y publicado en Möller's Deutsche Gärtn.-Zeitung 1927, xlii. 316.
Etimología
Conophytum: nombre genérico que deriva de las palabras griegas: κωνος (cono) = "cono" y φυτόν (phyton) = "planta".
pellucidum: epíteto latino que significa "transparente".
Variedades
- Conophytum pellucidum subsp. cupreatum (Tischer) S.A.Hammer
- Conophytum pellucidum var. lilianum (Littlew.) S.A.Hammer
- Conophytum pellucidum var. terrestre (Tischer) S.A.Hammer

Sinonimia
- Conophytum terricolor Tischer
- Mesembryanthemum pellucidum (Schwantes) N.E.Br.
- Conophytum areolatum Littlew. (1963)
- Conophytum fenestratum Schwantes (1929)
- Conophytum pardicolor Tischer (1962)
- Conophytum elegans N.E.Br. (1927)
- Lithops marlothii N.E.Br. (1926)[3][4]